# Tirrena-Adriàtica 1968
La Tirrena-Adriàtica 1968 va ser la 3a edició de la Tirrena-Adriàtica. La cursa es va disputar en cinc etapes, entre el 12 i el 16 de març de 1968, amb un recorregut total de 1.037,9 km. El vencedor de la cursa fou l'italià Claudio Michelotto (Max Meyer), que s'imposà en la general amb 18" sobre el segon classificat, el també italià Italo Zilioli (Filotex). L'alemany Rudi Altig (Salvarani) acabà en tercera posició.

## Etapes
| Etapa    | Data       | Recorregut                                | Km    | Vencedor d'etapa      | Líder de la general      |
| -------- | ---------- | ----------------------------------------- | ----- | --------------------- | ------------------------ |
| 1a etapa | 12 de març | Santa Marinella - Fiuggi                  | 206,0 | Vittorio Adorni (ITA) | Vittorio Adorni (ITA)    |
| 2a etapa | 13 de març | Fiuggi - Cassino                          | 188,2 | Rudi Altig (GER)      | Rudi Altig (GER)         |
| 3a etapa | 14 de març | Frosinone - Pescasseroli                  | 199,5 | Italo Zilioli (ITA)   | Claudio Michelotto (ITA) |
| 4a etapa | 15 de març | Pescasseroli - San Benedetto del Tronto   | 226,4 | Franco Bitossi (ITA)  | Claudio Michelotto (ITA) |
| 5a etapa | 16 de març | San Benedetto del Tronto - S.B del Tronto | 217,0 | Giorgio Favaro (ITA)  | Claudio Michelotto (ITA) |

## Classificació general
|    | Ciclista                 | Equip      | Temps       |
| -- | ------------------------ | ---------- | ----------- |
| 1  | Claudio Michelotto (ITA) | Max Meyer  | 27h 17' 32" |
| 2  | Italo Zilioli (ITA)      | Filotex    | + 18"       |
| 3  | Rudi Altig (GER)         | Salvarani  | + 1' 38"    |
| 4  | Franco Bitossi (ITA)     | Filotex    | + 1' 39"    |
| 5  | Vito Taccone (ITA)       | Germanvox  | + 1' 43"    |
| 6  | Roberto Ballini (ITA)    | Max Meyer  | + 1' 43"    |
| 7  | Flavio Vicentini (ITA)   | Filotex    | + 1' 45"    |
| 8  | Gianni Motta (ITA)       | Molteni    | + 1' 47"    |
| 9  | Michele Dancelli (ITA)   | Pepsi Cola | + 1' 53"    |
| 10 | Felice Gimondi (ITA)     | Salvarani  | + 2' 17"    |